# Nedersaksische Wikipedia
De Nedersaksische Wikipedia (Nedersaksiese Wikipedie), de editie van Wikipedia in het Nedersaksisch, is begonnen op 24 maart 2006. Ze is bedoeld voor artikelen in de Nedersaksische dialecten die in Nederlandse grensstreken en een groot deel van Duitsland gesproken worden. Op 8 juli 2011 waren er 4.534 artikelen, en op 12 juni 2020 7.022 artikelen. Er zijn gesproken artikelen, etalage-artikelen en portalen voor onderwerpen als provincies en Nedersaksische cultuur.
De Nedersaksische Wikipedia is aangehaald in de Nederlandse pers, en Nedersaksische organisaties hebben de encyclopedie besproken en eraan meegewerkt.

## Kenmerken
Er is een klein aantal actieve medewerkers. Een aantal artikelen bestaat nog op geen andere editie van Wikipedia; deze gaan typisch over onderwerpen die gerelateerd zijn aan het Nedersaksisch of de regio waar Nedersaksisch gesproken wordt (zoals streekgebruiken en schrijvers). Ter illustratie van de artikelen worden meestal bestaande afbeeldingen via Wikimedia Commons gelinkt. Volgens de lijst van edities van Wikipedia in verschillende talen heeft de Nedersaksische Wikipedia een verhoudingsgewijs groot aantal bewerkingen en afbeeldingen, en bovengemiddelde article depth voor een editie van tussen de 1000 en 9999 artikelen (een article depth van 23 vergeleken met een modus van 8, een mediaan van 11 en een gemiddelde van 18).
Een ander kenmerk is dat veel artikelen over dieren, planten, voorwerpen en activiteiten een overzicht bevatten van Nedersaksische termen daarvoor, die vaak talrijk zijn en per plaats kunnen verschillen.

## Geschiedenis
Voorafgaand aan de Nedersaksische Wikipedia bestond er al drie jaar een Platduitse Wikipedia. De dialecten van het Nedersaksisch zijn niet gestandaardiseerd en bestrijken Noord-Duitsland (waar ze Plattdüütsch genoemd worden) en het noorden en oosten van Nederland. In de praktijk was de Platduitse Wikipedia een Duitse onderneming die zich hield aan spellingrichtlijnen voor de Nedersaksische dialecten van Duitsland. Voor de dialectvarianten in Nederland bestond er een vacuüm vanwege deze spelling en ook vanwege de toenemende verwijdering tussen de Nedersaksische dialecten van Nederland en die van Duitsland door de invloed van de standaardtalen van beide landen.
De uiteindelijke oprichting van een editie van Wikipedia voor de Nedersaksische dialecten van Nederland liet na aanvraag nog maanden op zich wachten vanwege discussie over de vraag of deze dialecten - die door de Nederlandse overheid worden erkend en beschermd volgens het Europees Handvest voor regionale talen of talen van minderheden - wel een eigen editie verdienden. Volgens voorstanders verschillen de dialectvarianten in Nederland te zeer van die in Duitsland – althans in geschreven vorm – om onder één dak te kunnen. Enige nadrukkelijke tegenstand richtte zich op de vraag of de uiteenlopende Nedersaksische dialecten van Nederland (zoals Gronings, Twents en Veluws) wel samen zouden kunnen gaan in één editie. Voor eenzelfde landelijke groepering was echter al gekozen in het geval van de Platduitse Wikipedia.
Gedurende het bestaan van de Nedersaksische Wikipedia is het aantal structurele gebruikers – inhoudelijke schrijvers zowel als gebruikers die zich op onderhoud richten – klein geweest. In elke gegeven periode zijn typisch zo'n drie tot vijf structurele gebruikers actief, waarvan de meeste beheerdersrechten hebben. Het geringe aantal schrijvers is kenmerkend gebleven, ondanks pogingen om meer schrijvers te werven, bijvoorbeeld via radio-uitzendingen waaraan individuele gebruikers hebben meegewerkt.

## Onderbrengen van de verschillende dialecten
De Nedersaksische editie trok in de eerste maanden enkele enthousiaste medewerkers met onderscheiden dialecten aan, die al doende voorzieningen troffen om de verschillende dialectgroepen en spellingrichtlijnen (er zijn diverse erkende spellingsystemen) een plaats te geven. Elke medewerker kan in zijn of haar eigen dialect schrijven en het artikel categoriseren naar dialectgroep. Als het een beginnetje is, kunnen anderen het aanpassen aan hun dialect en uitbreiden. Als het artikel langer is, worden de toevoegingen van latere redacteuren doorgaans omgezet in het oorspronkelijke dialect.
Sinds 2018 werken vrijwilligers van zowel de Platduitse als de Nedersaksische Wikipedia samen aan een overkoepelende spelling, de Nieuwsaksische Schrijfwijze. Deze wordt in toenemende mate gebruikt op de Nedersaksische Wikipedia. 
Verschillende taalkundigen hanteren verschillende onderverdelingen van het Nedersaksisch. De hoofdgroepen waar op de Nedersaksische Wikipedia categorieën voor bestaan, zijn:
- Achterhoeks (Achterhooks)
- Drents (Drèents)
- Eemslands (Emslandsj)
- Graafschapper plat (Graofschupper Platt)
- Gronings (Grunnegs)
- Oostfries (Oostfreesk)
- Sallands (Sallaans)
- Stellingwerfs (Stellingwarfs)
- Twents (Tweants)
- Urkers
- Oost-Veluws
- West-Veluws

Het is gebruikelijk dat tekst in een dialect uit de Duitse grensstreek wordt weergegeven in een van de spellingen die gebruikt worden voor de Nedersaksische dialecten van Nederland, of meer recentelijk in de Nieuwsaksische Schrijfwijze.